# Leïla Sebbar
Leïla Sebbar (Aflou, Algèria, 9 de novembre del 1941) és una escriptora algeriana que ha compost la majoria de la seua obra en francés.

## Biografia

### Primers anys
Leïla Sebbar nasqué el 9 de novembre del 1941 a Aflou. Filla de mare francesa i pare algerià, passà la joventut a l'Algèria francesa abans de partir als dèsset anys cap a París, on resideix actualment.

### Carrera
Sebbar escriu en francés sobre la relació entre França i Algèria i sovint juxtaposa les imatges de tots dos estats per mostrar la diferència de cultures entre si. Sebbar ha tractat una gran varietat de temes, i ha enfocat un prisma purament fictici o ha usat la psicologia per expressar la seua tesi. Moltes de les seues novel·les expressen les frustracions del Beur, la segona generació de joves magrebins que nasqueren i cresqueren a l'estat francés i que encara no s'han integrat en la societat francesa.
El seu llibre Parle, mon fils, parle à ta mère (1984), il·lustra l'absència de diàleg entre dues generacions que no parlen el mateix idioma. La novel·la explica la història del darrer dia d'un home moribund que havia arribat d'Algèria a França quan era jove i buscava treball. Representa la història de la seua joventut i mostra el seu punt de vista sobre la societat musulmana i les "tres bruixes". El lector s'adona que l'home de la història no tem aquestes "bruixes", sinó que simplement mor sol, sense un altre musulmà al seu costat que li llija l'oració dels morts.
Sebbar mai anomena els seus personatges per mantenir una sensació d'anonimat i misteri i es podria dir que no restringeix la història a un relat personal, sinó que podria relacionar-se amb qualsevol i mostra el punt de vista comú dels que sol·liciten asil.
Sebbar fou premiada amb la insígnia oficial de l'Orde de les Arts i les Lletres al 2016.

## Publicacions completes

### Assaigs
- On tue els petites filles, Estoc, 1978.
- Le Pédophile et la Maman, Estoc, 1980.
- Lettres Parisiennes, Autopsie de l'exil, amb Nancy Huston, Bernard Barrault, 1986, butxaca J'ai lu, 2014.
- Dialogue avec Leïla Sebbar, transvers de Dominique Le Boucher, fotografies de Jacques Du Mont, Éditions Marsa, 2015.

### Relats i col·leccions
- La Négresse à l'enfant, Syros, 1990.
- La Jeune Fille au balcon, París, Ed. du Seuil, 1996. col. «Points Virgule»; Seuil, 2001; Points Seuil, 2006.
- Le Baiser, Collection, París, Hachette, col. «Courts Toujours», 1997.
- Soldats, París, Ed. du Seuil, 1999; Seuil, col. «Points virgule», 2004.
- Sept filles, Thierry Magnier, 2003.
- Isabelle l'Algérien, Un portrait d'Isabelle Eberhardt, illustrations de Sébastien Pignon, En Rajar-Alain Gorius, 2005.
- L'Habit vert, Thierry Magnier, 2006.
- Le Peintre et son modèle, En Rajar-Alain Gorius, 2007.
- Métro, Ed. du Rocher, Coll. «Chantal Chawaf», 2007.
- Le Ravin de la femme sauvage, Thierry Magnier, 2007.
- Le Vagabond, Louisa, La Blanche et la Noire, Noyant d'Allier, Bleu autour, 2007-2008.
- Une femme à sa fenêtre, illustrations de Sébastien Pignon, En Rajar-Alain Gorius, 2010.
- Aflou, Djebel amour, amb Jean-Claude Gueneau i Nora Aceval, Bleu autour, 2010.
- Ecrivain public, Bleu autour, 2012.
- La Fille du métro, monòleg, illustrations de Sébastien Pignon, En Rajar—Alain Gorius, 2015.
- Les yeux verts, novel·la curta, Apulée, revisió literària i reflexió sota la direcció d'Hubert Haddad, 1. Galaxies identitaires, París, Ed. Zulma, 2016, p. 171-173.
- La maison bleue, novel·la curta, p. 121-125, Étoiles d'encre 67/68, dones a la Mediterrània, Transgressions, Montpeller, Ed. Chèvre feuille étoilée, 2016.
- L'homme qui pleure, L'Orient est rouge, Ed. Elyzad, 2017.
- Sur la colline, uneix koubba dins de la reedició Je ne parle pas la langue de mon père. L'arabe comme un chant secret, aquarelles de Sébastien Pignon, Ed. Bleu autour, 2016.
- L'orient est rouge, Ed. Elyzad, 2017.
- La petite fille à la mer, Voix féminines de la Méditerranée, Littérature comparée / Histoire et Critique, sota la direcció de S. Seza Yilancioglu, Universitat de Galatasaray a Turquia), París, Ed. Petra, març de 2017, p. 233-236.
- Celle qui voulait ressembler à Boucle d'or, Revue de littérature et de réflexion, número 2, De l'imaginaire et des pouvoirs. Redactor en cap: Hubert Haddad. Zulma, 2017.

### Novel·les
- Fatima ou les Algériennes au square, Stock, 1981; Elyzad, 2010.
- Parle, mon fils, parle à ta mère, Stock, 1984; Thierry Magnier, 2006; Parle à ta mère, Elyzad Poche, 2016.
- Shérazade, 17 ans, brune, frisée, les yeux verts, Bleu autour, 2010.
- Le Chinois vert d'Afrique, Stock, 1984; Folies d'encre, Eden, 2002.
- Les Carnets de Shérazade, Stock, 1985.
- J. H. cherche âme-sœur, Stock, 1987.
- Le Fou de Shérazade, Stock, 1991.
- Le silence des rives, París, Stock, 1993 (prix Kateb Yacine).
- La Seine était rouge. París, octobre 1961, Thierry Magnier, 1999, 2003; Babel Actes Sud, 2009.
- Marguerite, Folies d'encre, Eden, 2002; Babel Junior, Actes Sud, 2007; Elyzad, 2014.
- Les Femmes au bain, Bleu autour, 2006, 2009.
- La Confession d'un fou, Bleu autour, 2011.
- Mon cher fils, Elyzad, 2009, 2012, Ed. butxaca.
- Marguerite et le colporteur aux yeux clairs, Elyzad, 2015.

### Revistes de viatge
- Mes Algéries en France, Carnet de voyages, prefaci de Michelle Perrot, Bleu autour, 2004.
- Journal de mes Algéries en France, Bleu autour, 2005.
- Voyage en Algéries autour de ma chambre, Bleu autour, 2008.
- Le Pays de ma mère, voyage en Frances, Bleu autour, 2013.